# Sharjah Tour
O Sharjah Tour é uma corrida de ciclismo por etapas organizadas entre 2013 e 2018. Durando a sua existência, desenvolve-se na quatro etapas na Emirados de Xarja aos Emirados Árabes Unidos e está classificada em categoria 2.1.

## Palmarés
| Ano  | Ganhador       | Segundo           | Terceiro           |
| ---- | -------------- | ----------------- | ------------------ |
| 2013 | Roman van Uden | Youcef Reguigui   | Mohamed Al Murawwi |
| 2014 | Yousif Mirza   | Soufiane Haddi    | Francisco Mancebo  |
| 2015 | Soufiane Haddi | Andrea Palini     | Francisco Mancebo  |
| 2016 | Adil Jelloul   | Francisco Mancebo | Stanislau Bazhkou  |
| 2017 | Não disputado  | Não disputado     | Não disputado      |
| 2018 | Javier Moreno  | Thomas Lebas      | Nikolay Mihaylov   |